# Șabla
Șabla (în bulgară Шабла) este un oraș și o stațiune turistică în comuna Șabla, regiunea Dobrici, Dobrogea de Sud, Bulgaria. Acesta este situat la coasta Mării Negre și în vecinătatea lacului sărat ce poartă același nume. De asemenea, acesta se află în apropierea punctului cel mai estic al Bulgariei, capul Șabla.
Între anii 1913-1940 a făcut parte din plasa Balcic a județului Caliacra, România. 

## Istorie
În antichitate, Șabla a fost o așezare tracică fondată între secolele VI și V î.Hr., fiind cunoscută de către greci sub numele de Karon Limen („Golful carian”), iar mai târziu, aceasta a fost un port roman. 

Orașul a cunoscut o perioadă de glorie în faza timpurie a Imperiului Bizantin, ruinele cetății vechi de patru secole putând fi observate și în prezent.
În timpul imperiului Otoman, acesta a fost numită Karamanly.

## Demografie
Componența etnică a orașului Șabla
     Bulgari (86,59%)
     Nicio identificare (9,35%)
     Romi (3,02%)
     Turci (0,73%)
     Altele (0,29%)
La recensământul din 2011, populația orașului Șabla era de 3.401 locuitori. Din punct de vedere etnic, majoritatea locuitorilor (86,59%) erau bulgari, cu o minoritate de romi (3,02%). Pentru 9,35% din locuitori nu este cunoscută apartenența etnică.